# Tijl De Decker
Tijl De Decker (* 29. Juli 2001 in Antwerpen; † 25. August 2023 ebenda) war ein belgischer Radrennfahrer.

## Sportlicher Werdegang
Nach dem Wechsel in die U23 fuhr De Decker zunächst drei Jahre für belgische Vereine. Zur Saison 2023 wurde er Mitglied im Lotto Dstny Development Team. Bereits im ersten Rennen für sein neues Team erzielte er mit dem Gewinn der dritten Etappe der Tour de Taiwan seinen ersten Sieg bei einem UCI-Rennen. Im April folgte der Sieg beim U23-Rennen des prestigeträchtigen Klassikers Paris–Roubaix. Beim Giro Next Gen gehörte er zu den 24 von der Jury disqualifizierten Fahrern, die sich den Schlussanstieg hinauf zum Stilfser Joch von Begleitmotorrädern oder -autos ziehen ließen.
Im Juli 2023 wurde bekannt gegeben, dass De Decker zur Saison 2024 vom Nachwuchsteam in das UCI ProTeam von Lotto Dstny wechseln sollte.

## Tod
Am 23. August 2023 erlitt De Decker einen Trainingsunfall, bei dem er auf das Heck eines Autos aufprallte. Nach einer Operation im Krankenhaus Lier wurde er ins Universitätsklinikum Antwerpen (UZA) verlegt, wo er im Koma lag. Zwei Tage später erlag er seinen Verletzungen. Tijl De Decker wurde 22 Jahre alt.

## Erfolge
2023
- eine Etappe Tour de Taiwan
- Paris–Roubaix Espoirs